# Маркелл Безбородый
Маркелл Безбородый (не позднее 1530-е, Новгород — не ранее 1558, Москва) — игумен Хутынского монастыря, агиограф, распевщик, активная творческая деятельность которого относится к 1550-м годам.

## Биография

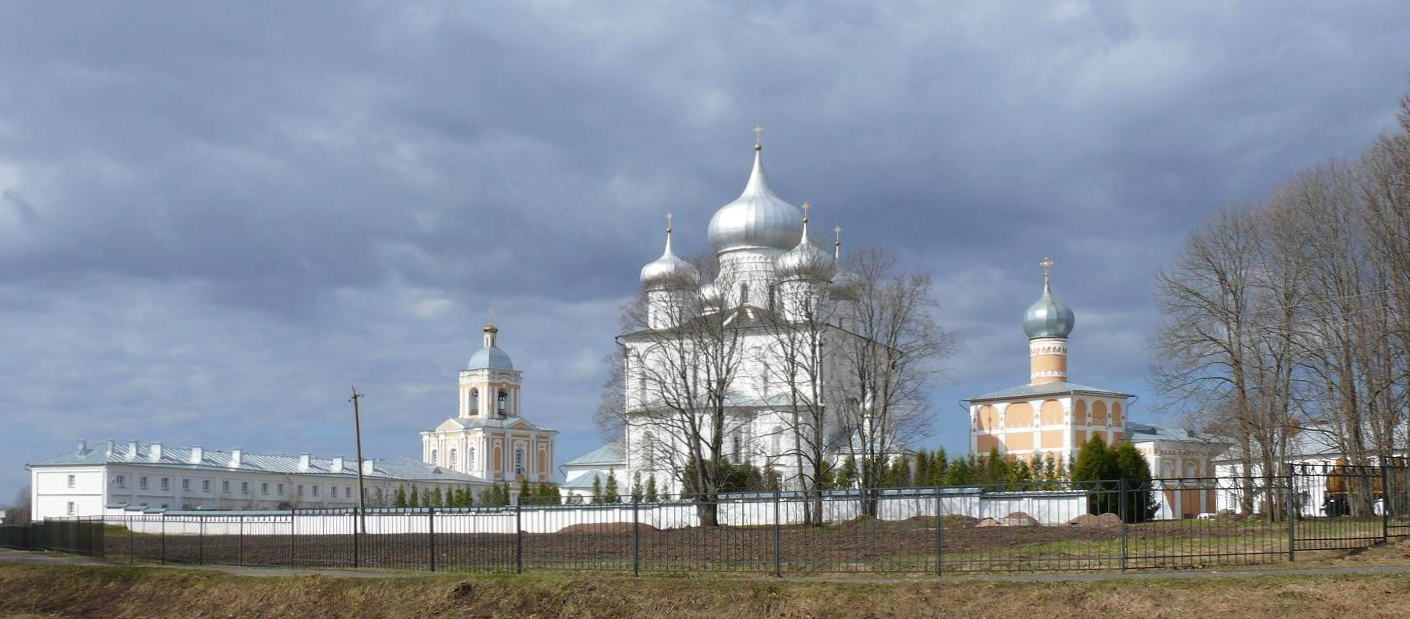
Варлаамо-Хутынский монастырь, игуменом которого был Маркелл Безбородый

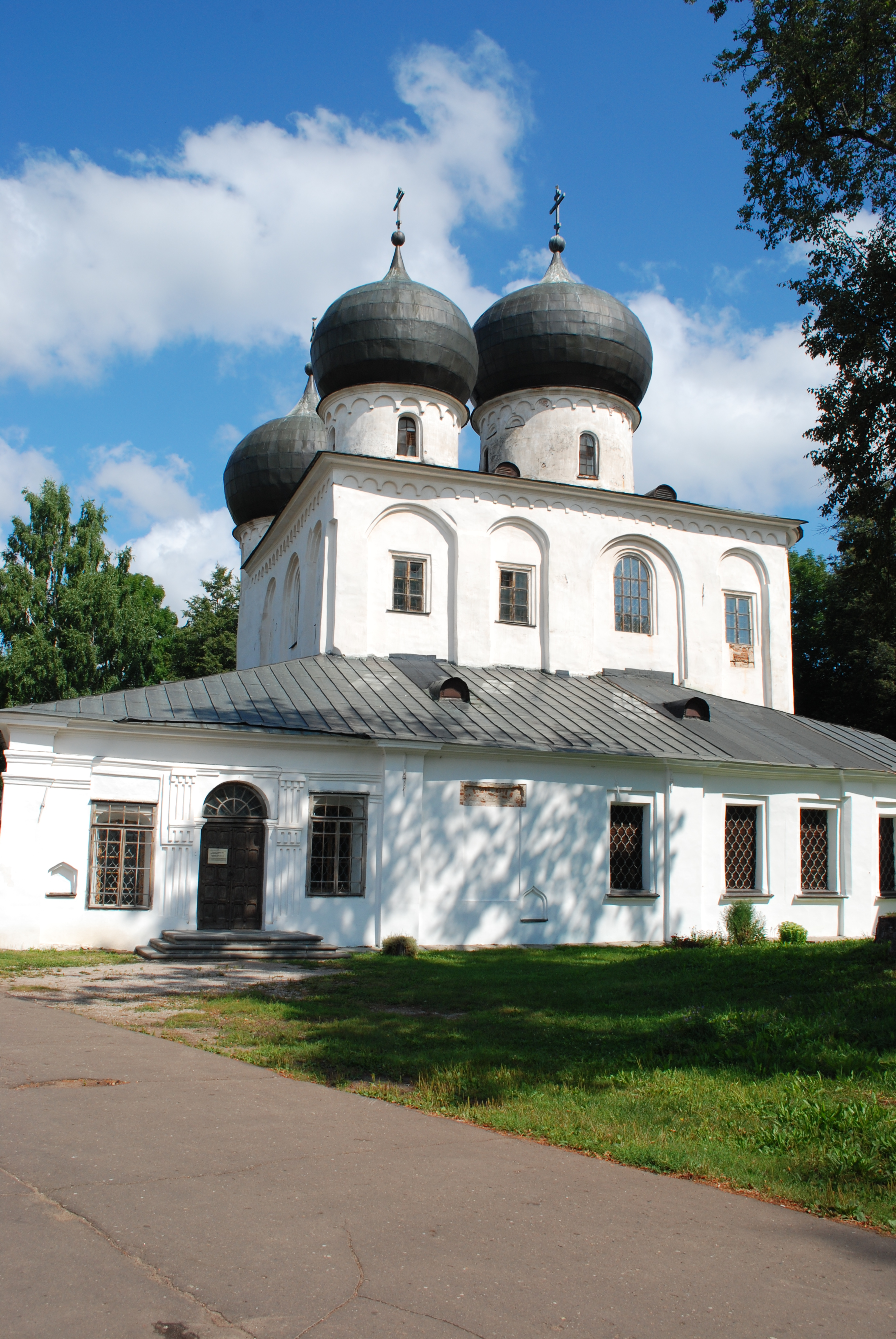
Антониев монастырь, где жил Маркелл Безбородый в 1557 — начале 1558 годах. Рождественский собор

Маркелл Безбородый упоминается в Никоновской летописи и Новгородской второй летописи, а так же в «Предисловии, откуду и от коего времени начася быти в нашей Рустей земли осмогласное пение». Некоторые сведения о нём дают и его собственные сочинения. Между 1543 и 1552 годами им было написано по заказу митрополита Макария Житие Саввы Сторожевского, существует предположение, что сам он в это время был монахом Сторожевского монастыря (именно монахи этого монастыря побудили митрополита Макария к созданию данного Жития), но в тексте Жития Маркелл упоминает себя только как «многогрешного инока» без указания обители, к которой он принадлежал. Некоторые исследователи считают на основе туманного фрагмента Новгородской второй летописи, что он принадлежал в это время к Пафнутиево-Боровскому монастырю. С 1552 или 1553 года исполнял обязанности игумена Варлаамо-Хутынского монастыря. В 1555 году присутствовал в Казани при поставлении архиепископа Гурия. В 1557 году оставил должность игумена и шесть месяцев жил в Антониевом Монастыре. После отъезда из него в начале 1558 года (или в конце 1557 года) в Москву Маркелл Безбородый больше не упоминается в документах. Борис Кутузов предполагал, что отъезд Маркелла в Москву связан с его приглашением в хор государственных певчих дьяков. Прозвище Безбородый засвидетельствовано только «Предисловием, откуду и от коего времени начася быти в нашей Рустей земли осмогласное пение».

## Творчество
Маркеллу Безбородому приписывается ряд агиографических и музыкальных сочинений, дошедших до нашего времени. Некоторые произведения Маркелла содержат подпись в форме акростиха «МАКЛ» и «МРКЛ».
- Распев Псалтири. Современные музыковеды чрезвычайно высоко оценивают это произведение и его музыкальное творчество в целом:

«Для творчества Маркелла характерно стремление к сохранению единства лада. Лад ионийской терции фа-ля может быть назван ведущим, как образующий от себя параллельный минорный лад дорийской терции ре-фа и ионийский лад до-ми. Смена ладов у Маркелла связывается с формообразованием вариаций. Это заслуживает внимания тем более потому, что текст псалмов, лишённых того единства, какое свойственно текстуально целым песнопениям.
Оригинально подходит Маркелл и к псалмодии. Псалмодия в произведении Маркелла — это не следствие слабой техники письма, как это имело место в раннюю пору становления осмогласия, а средство художественного разнообразия. Маркелл умело, с расчётом использует псалмодию: в одних случаях он дает её в начале вариации, в других — в конце или середине, и наконец проводит псалмодийный участок мелодии в противодвижении.
Ощущение единства лада в развитом вариационном произведении, стремление к тематическому единству мотивов, умение использовать псалмодию и кантилену в художественно-архитектонических целях — таковы достоинства русского мастера пения XVII века Маркелла Безбородого.»— Н.Д. Успенский. Образцы Древнерусского певческого искусства. Глава "Одноголосные авторские сочинения". Москва, 1985.
- Жития Преподобного Саввы Сторожевского и Святителя Никиты Новгородского епископа.
- Три службы: Святителю Никите Новгородскому, Преподобному Никите Переяславскому, Преподобным Варлааму и Иоасафу Индийским.

Возможно, он в той или иной степени был причастен к составлению или переработке ещё трёх служб: Савве Сторожевскому, Макарию Калязинскому и Иакову Боровичскому.
Оценка литературных достоинств его агиографических произведений противоречива — от чрезвычайно высокой оценки у Ф. Г. Спасского(который и привлёк впервые к нему внимание), до весьма низкой.

## Память
В честь Маркелла Безбородова был назван российский хоровой ансамбль — Маркелловы голоса.